# Jessore Sadar
Pour les articles homonymes, voir Jessore.
Jessore Sadar (en bengali : যশোহর সদর) est une upazila du Bangladesh dans le district de Jessore. En 2011, on y dénombrait 742 898 habitants.